# Российский университет дружбы народов
Росси́йский университе́т дру́жбы наро́дов имени Патриса Лумумбы (международное название Peoples’ Friendship University of Russia named after Patrice Lumumba) — многопрофильный университет в Москве, Россия.
Учреждён постановлением ЦК КПСС и Совета министров СССР от 5 февраля 1960 года как Университет дружбы народов, присвоено имя Патриса Лумумбы 22 февраля 1961 года, с 5 февраля 1992 года — Российский университет дружбы народов. 23 марта 2023 года университету возвращено имя Патриса Лумумбы. Университет является участником Проекта 5-100 (проект повышения конкурентоспособности ведущих российских университетов среди ведущих мировых научно-образовательных центров).

## История
Решение о создании в Союзе ССР интернационального Университета дружбы народов было обусловлено необходимостью оказать помощь странам, завоевавшим свободу от колониальной зависимости на рубеже 1950—1960-х годов. Основной задачей УДН стала подготовка высококвалифицированных национальных кадров для стран Азии, Африки и Латинской Америки, воспитанных в духе дружбы между народами. Кроме того, университет предоставлял возможность получить высшее образование и советской молодёжи.
Приём студентов осуществлялся через общественные организации и правительственные учреждения, в последующем — через посольства и консульства Советского Союза. Учредителями УДН выступили Всесоюзный центральный совет профессиональных союзов (ВЦСПС), Советский комитет солидарности стран Азии и Африки, Союз советских обществ дружбы и культурных связей с зарубежными странами (ССОД). В 1961 году Университету было присвоено имя Патриса Лумумбы — первого премьер-министра Демократической Республики Конго, одного из символов победы национально-освободительного движения народов Африки.
Занятия в УДН начались в 1960 году на подготовительном факультете, в 1961 году на факультетах: инженерном, историко-филологическом, медицинском, сельскохозяйственном, физико-математическом и естественных наук, экономики и права. Первым заведующим кафедрой органической химии факультета физико-математических и естественных наук стал учёный-химик, специалист в области гетероциклических соединений Простаков Николай Сергеевич — один из создателей обезболивающего препарата промедол.
В 1964 году университет был принят в члены Международной организации университетов (МАУ), а также получил возможность отправлять официальных представителей на Всемирные фестивали молодёжи и студентов.
В 1965 году состоялся первый выпуск — 228 молодых специалистов из 47 стран мира.
В 1975 году УДН был награждён орденом Дружбы народов за заслуги в деле подготовки специалистов для стран Азии, Африки и Латинской Америки.
5 февраля 1992 года распоряжением правительства Российской Федерации № 229-р университет был переименован в Российский университет дружбы народов. Учредитель РУДН — Правительство Российской Федерации.
В 1990-х годах в университете были открыты новые факультеты (экологический, экономический, юридический, гуманитарных и социальных наук, повышения квалификации преподавателей русского языка как иностранного, повышения квалификации медицинских работников), учебные институты (иностранных языков, мировой экономики и бизнеса, дистанционного образования, гостиничного бизнеса и туризма, гравитации и космологии), созданы системы довузовского и дополнительного профессионального образования. В это время РУДН перешёл на двухуровневую систему образования: бакалавр — магистр.
С 2007 года студенты могут получить Европейское приложение к диплому. В 2009 году РУДН стал головным вузом-координатором Сетевого университета СНГ — консорциума вузов государств-участников СНГ. В 2015 году РУДН вошел в Лигу университетов БРИКС, объединившую самые престижные университеты стран БРИКС. Между РУДН и ВУЗами учебными заведениями стран СНГ и Европы, Азии и Ближнего Востока, Африки и Латинской Америки заключено более 250 соглашений о сотрудничестве, в рамках которых проводятся программы обмена и стажировки, программы «двойных дипломов», международные конференции.
В 2010 году университет был награждён Почётной грамотой Кыргызской Республики за большой вклад в подготовку высококвалифицированных кадров для различных отраслей Кыргызской Республики.
В 2017 году 100-тысячным выпускником РУДН стал Баттари Хари из Непала.
В 2022 году РУДН внедрил систему прохода через турникеты с помощью биометрии.
В марте 2023 года университету было возвращено имя Патриса Лумумбы.
По данным с официального сайта РУДН, на 2025 г. в университете обучались студенты из 160 стран мира, представители 500 национальностей.

## Репутация и рейтинги
В 2010 году университет был награждён Золотой медалью ЮНЕСКО за вклад в подготовку кадров для развивающихся стран мира.
В 2011 году РУДН занял первое место в национальном рэнкинге вузов по критерию «Международная деятельность».
С 2012 года университет получил возможность разрабатывать собственные образовательные стандарты.
В 2014 году агентство «Эксперт РА» присвоило ВУЗу рейтинговый класс «С», означающий «высокий уровень» подготовки выпускников.
По итогам 2014/2015 учебного года РУДН вошёл в пятёрку лучших ВУЗов России в Национальном рейтинге университетов.
В 2016 году РУДН получил 5 звезд международного рейтинга QS Stars в пяти категориях: качество обучения, интернационализация, инфраструктура, инновационность и социальная среда (рейтинг QS Stars).
В 2020 году РУДН получил 5 звезд международного рейтинга QS Stars по шести из восьми показателям.
В 2021 году университет занимал второе место в России по количеству иностранных студентов.
В 2022 году РУДН признан самым «зелёным» университетом России (рейтинг UI GreenMetric).
В 2022 году вуз занял 285 место в Международном рейтинге «Три миссии университета», 19 место в рейтинге RAEX «100 лучших вузов России» 8 место в рейтинге влиятельности вузов по версии RAEX.
В 2023 году вуз занял 4 место среди российских ВУЗов в рейтинге мировых университетов QS 2024.
В предметных рейтингах RAEX вуз входит в список лучших вузов России по 18 направлениям подготовки.

## Структура
- Аграрно-технологический институт[35]

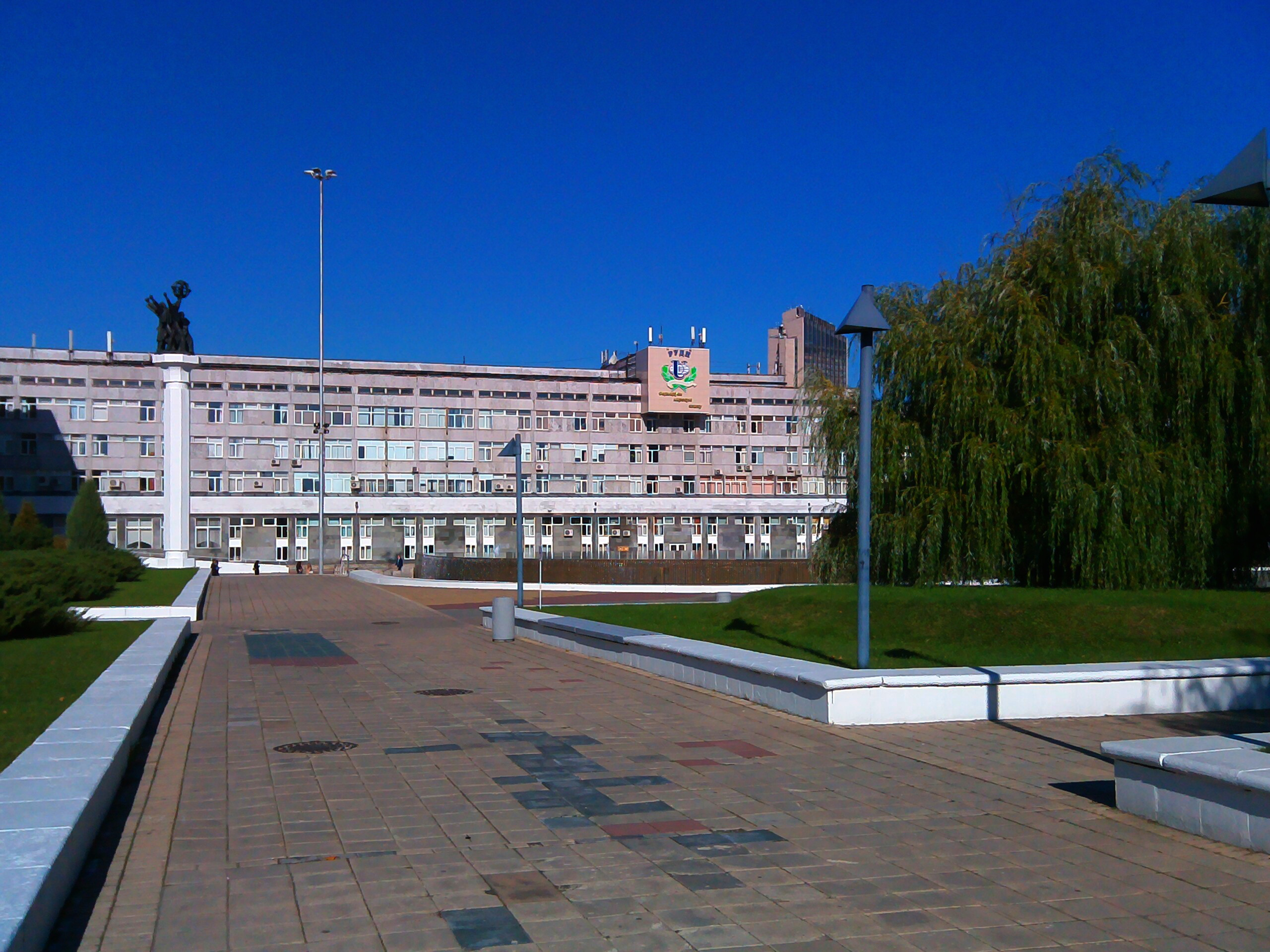
Вид на экономический факультет (в главном здании РУДН), 2017 год

- Институт биохимической технологии и нанотехнологии
- Медицинский институт
  - Университетский клинический центр им. В. В. Виноградова
- Инженерная академия
- Факультет физико-математических и естественных наук
- Факультет искусственного интеллекта
- Факультет гуманитарных и социальных наук
- Филологический факультет
- Факультет русского языка и общеобразовательных дисциплин
- Экономический факультет
- Юридический институт
- Общеуниверситетские кафедры
- Высшая школа управления[36]
- Институт иностранных языков
- Учебно-научный институт гравитации и космологии
- Институт мировой экономики и бизнеса (Международная школа бизнеса)
- Институт внешнеэкономической безопасности и таможенного дела
- Институт медико-биологических проблем
- Институт русского языка
- Институт инновационно-образовательных программ в здравоохранении
- Институт фармации и биотехники
- Институт восточной медицины
- Институт экологии
- Научно-образовательный Институт современных языков, межкультурной коммуникации и миграций (ИСЯМКиМ, Телеграм-канал Института)
- Научно-исследовательский институт развития мозга и высших достижений
- Филиал РУДН в городе Сочи Краснодарского края
- Учебно-научный исследовательский библиотечный центр (Научная библиотека)

## Ректоры РУДН
- Румянцев, Сергей Васильевич[37]: 1960—1970
- Станис, Владимир Францевич[38]: 1970—1993
- Филиппов, Владимир Михайлович[39]: 1993—1998
- Билибин, Дмитрий Петрович[40]: 1998—2005 (в 2003—2004 годах и. о. ректора)
- Филиппов, Владимир Михайлович[5]: 2005—2020
- Ястребов, Олег Александрович[41]: 2020—н. в.

## Научная работа
Около 500 сотрудников вуза являются изобретателями и рационализаторами. В интеллектуальный фонд РУДН входят описания около 870 авторских свидетельств и 150 патентов РФ по направлениям научной деятельности Университета.

## Журналы издательства РУДН
Университетом издаётся Вестник РУДН. Издание имеет 33 серии:
| Серии Вестника РУДН                                    |
| ------------------------------------------------------ |
| Агрономия и животноводство                             |
| Вопросы образования. Языки и специальность             |
| Всеобщая история                                       |
| Инженерные исследования                                |
| Иностранные языки                                      |
| Информатизация образования                             |
| История России                                         |
| Лингвистика                                            |
| Литературоведение, журналистика                        |
| Математика                                             |
| Математика, информатика, физика                        |
| Медицина                                               |
| Международные отношения                                |
| Политология                                            |
| Прикладная и компьютерная математика                   |
| Прикладная математика и информатика                    |
| Проблемы комплексной безопасности                      |
| Психология и педагогика                                |
| Русский и иностранные языки и методика их преподавания |
| Русский язык нефилологам, теория и практика            |
| Сельскохозяйственные науки. Агрономия                  |
| Сельскохозяйственные науки. Животноводство             |
| Социология                                             |
| Теория языка. Семиотика. Семантика                     |
| Физика                                                 |
| Физико-математические науки                            |
| Филология, журналистика                                |
| Философия                                              |
| Фундаментальное естественнонаучное образование         |
| Экология и безопасность жизнедеятельности              |
| Экономика                                              |
| Юридические науки                                      |
| Macrosociolinguistics and Minority Languages           |

## Кампус

Дмитрий Медведев в общежитии РУДН

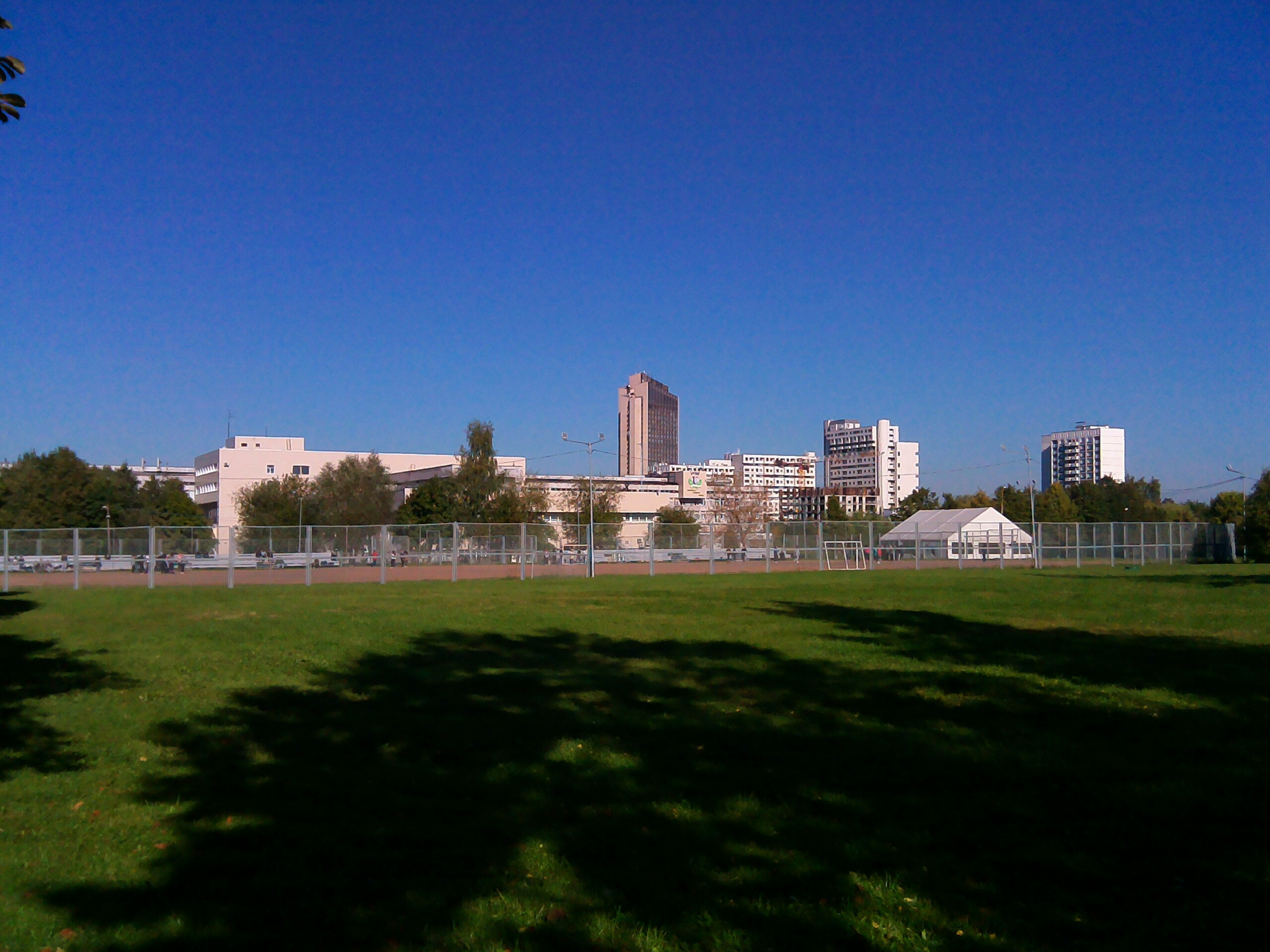
Территория РУДН, поле и спортплощадка

РУДН располагает студенческим городком (кампусом) на улице Миклухо-Маклая, в корпусах которого проживает свыше 7 тысяч студентов и аспирантов. В кампусе Университета на улице Миклухо-Маклая также расположены:
- Главное здание — «крест» (здесь расположены ректорат, общеуниверситетские службы и организации, факультеты: юридический, экономический, а также институт мировой экономики и бизнеса).
- Здание аграрно-технологического института.
- Здание медицинского института.
- Здание института русского языка.
- Здание факультета гуманитарно-социальных наук и филологического факультета.
- Здание института иностранных языков.
- Здание архива.
- Физкультурно-оздоровительный комплекс с 4 футбольными полями, 6 открытыми и 9 крытыми теннисными кортами.
- Клинико-диагностический центр РУДН.
- Интернациональный культурный центр «Интерклуб».
- Интернет-кафе.
- Рестораны с национальными кухнями, студенческие столовые и кафе.
- Магазины в каждом из зданий общежитий.
- Отделение полиции.

Общежития университета признаны лучшими в 2011 году по итогам конкурса «Наш студенческий дом», проводимого Департаментом семейной и молодёжной политики города Москвы.

## Критика

### Скандал с переписью населения в РУДН
По словам одного из преподавателей университета, в 2010 году студентов ряда факультетов РУДН разных курсов сняли с занятий для участия во Всероссийской переписи населения. Мнения преподавателей о такой практике разделились: одни высказывались о вреде для образовательного процесса, связанном с пропуском занятий, другие не видели в этом ничего страшного. Глава Росстата А. Суринов заявил, что студентам «посмотреть, как люди живут», тоже полезно.

### Скандал с дипломами РУДН
В 2012 году было приостановлено платное обучение 18 групп слушателей по программе дополнительного образования, с которых уже собрали деньги. Студенты стали жертвой мошенничества со стороны ООО «МЦ. Отделение менеджмента». В университете была размещена реклама, компании предоставлялась площадь по договору аренды, также она имела чеки и документы, связывающие её с РУДН. Впоследствии представители университета обещали доучить студентов, если обучение компанией велось по программе РУДН, а средства были действительно перечислены на его счета.

### Сбор информации о протестных настроениях
На Конгрессе проректоров вузов по воспитательной работе в Москве (октябрь 2016 года) заместитель руководителя Института стратегических исследований и прогнозов при РУДН Никита Данюк заявил, что два года ездил по московским и региональным вузам, призывая студентов открыто высказывать свою точку зрения и вступать в дискуссии по политическим темам, чтобы собрать информацию о наличии протестных настроений в посещённых вузах «для представителей органов госвласти, а также определённых специализированных структур».

### Отчисление студента за политическую акцию напротив здания ФСБ
5 ноября 2020 года студент РУДН Павел Крисевич устроил акцию у здания ФСБ в Москве. Он привязал себя к кресту, а его помощники в плащах с надписями «ФСБ» на них подожгли разложенные вокруг тома уголовных дел. Таким образом, по уточнению «МБХ медиа», Крисевич выразил поддержку политическим заключённым. Активиста задержали и отправили под административный арест на 15 суток. Дисциплинарная комиссия РУДН 24 ноября проголосовала за его отчисление. Павел пояснил «МБХ-медиа», что среди доводов за его отчисление на комиссии были такие: он «не отражает в себе образа студента», «оскорбляет чувства» и «борется с властью». Ректор РУДН Олег Ястребов объяснил отчисление следующим образом: «Конкретная ситуация: человек в центре столицы разжигает костёр, используя образ распятия на кресте. Открытый огонь несёт угрозу безопасности окружающих. Сотрудники полиции просят его прекратить подобные действия, а человек осознанно их продолжает, да ещё и отказывается от установления своей личности и оказывает сопротивление. Где гарантии, что он не устроит пожар на территории университета, если его что-то или кто-то не устраивает?».

### Защита диссертации по гомеопатии
24 сентября 2020 года в РУДН Марина Владимировна Никифорова защитила диссертацию по гомеопатии вопреки серьезной критике. Члены диссовета не отреагировали на то, что речь идёт о гомеопатии. Их интерес вызвали физические аспекты работы микрофлюидной системы, выбор модельного вещества, внедрены ли уже описанные разработки. Михаил Гельфанд, Александр Панчин и Евгений Александров обратили внимание на примерно одни и те же недостатки работы. В диссертации идёт речь о производстве препаратов сверхвысокого разведения, когда в конечном продукте уже не определяется действующее вещество, то есть гомеопатических средств.

## Галереи

Университет в филателии
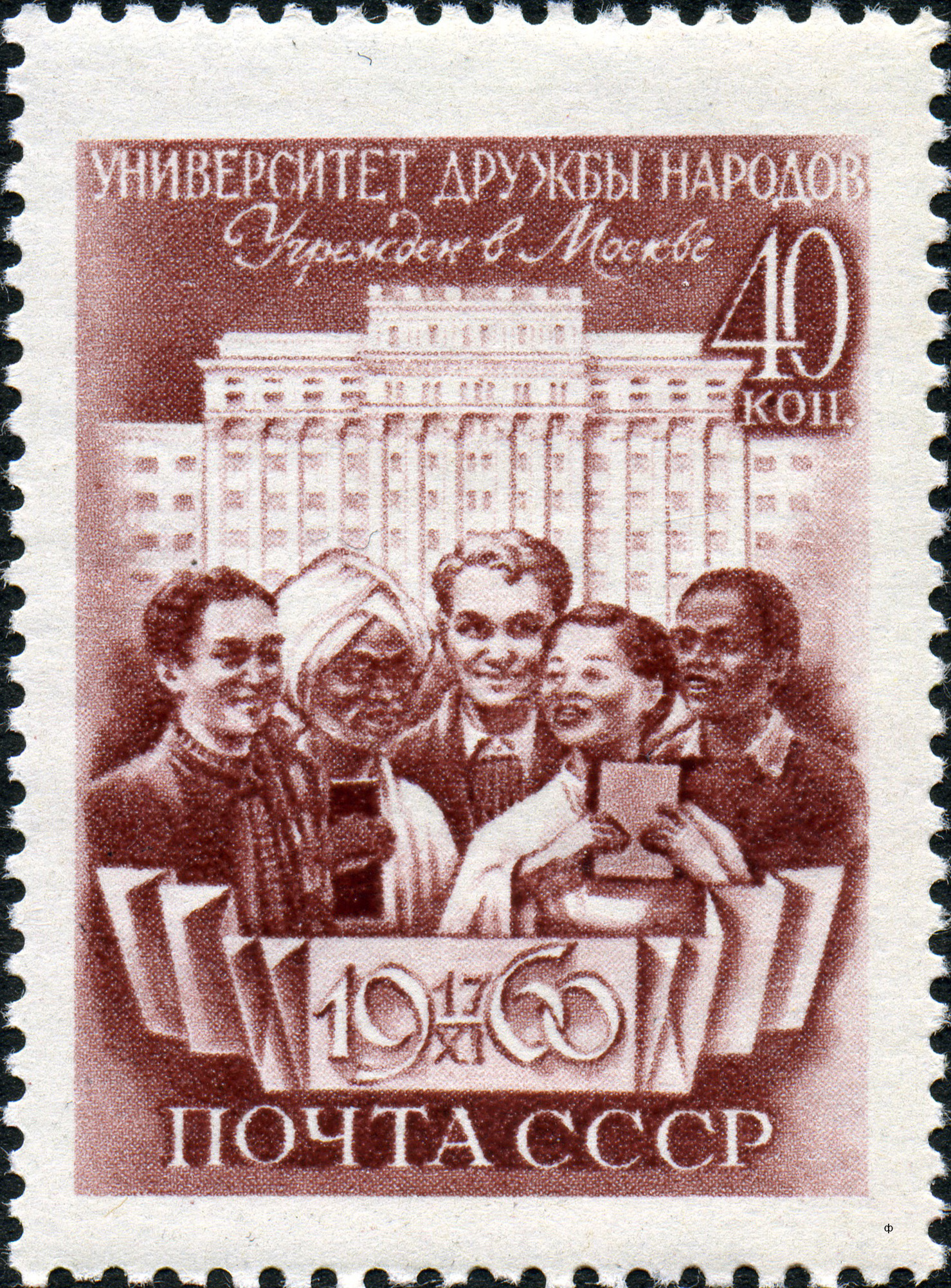
Марка, посвященная открытию университета, 1960
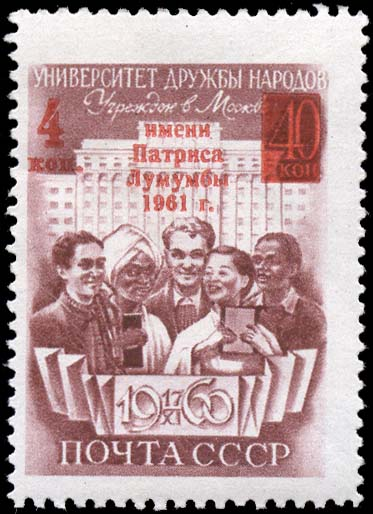
Марка 1961 года с надпечаткой. Присвоение университету имени Патриса Лумумбы
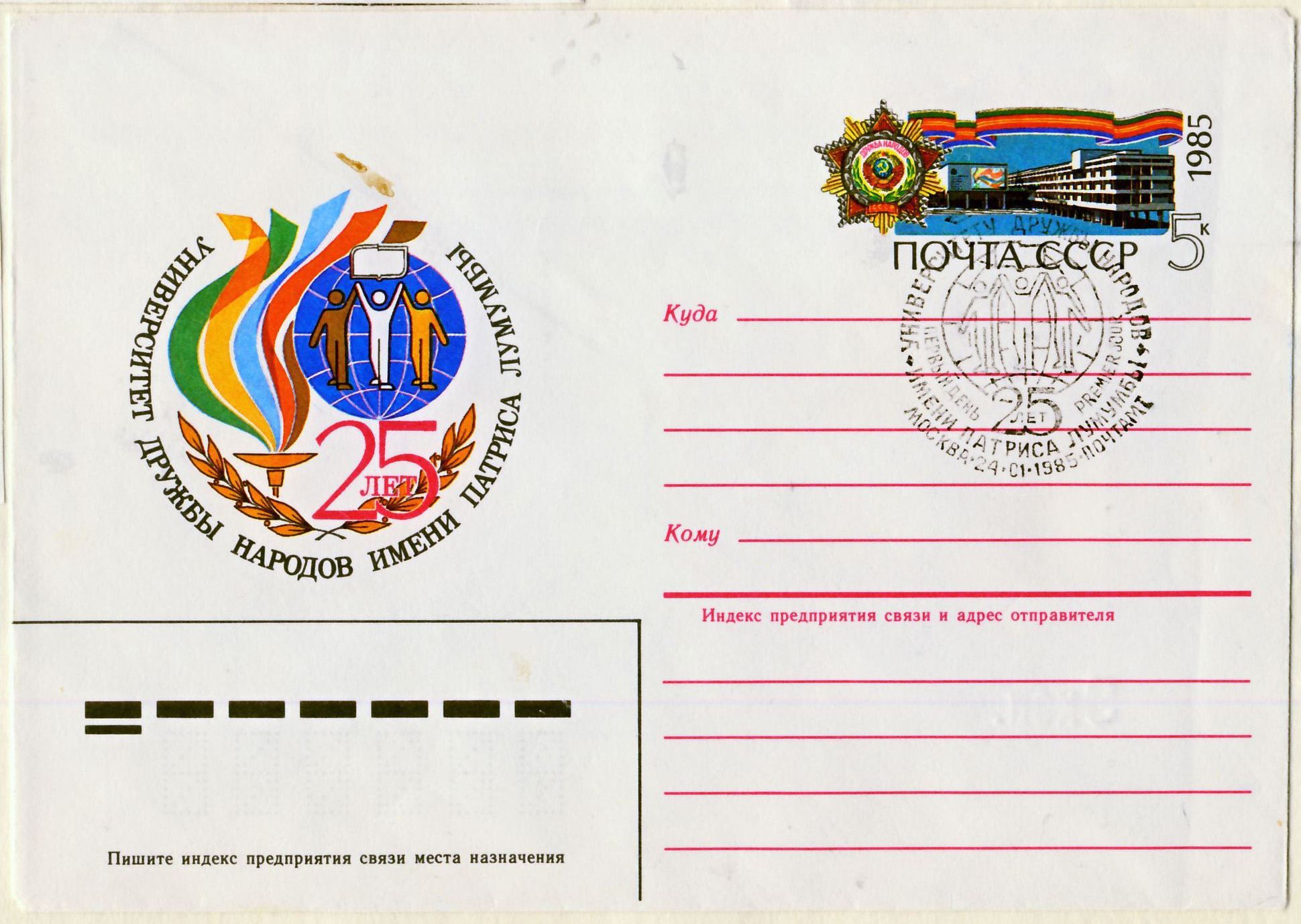
Почтовый конверт СССР, 1985 год
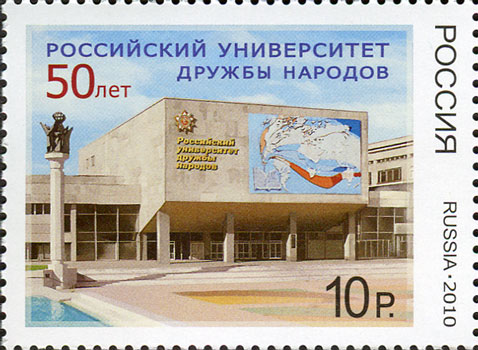
Марка России к 50-летию Университета дружбы народов, 2020 год

Архивные фотографии университета
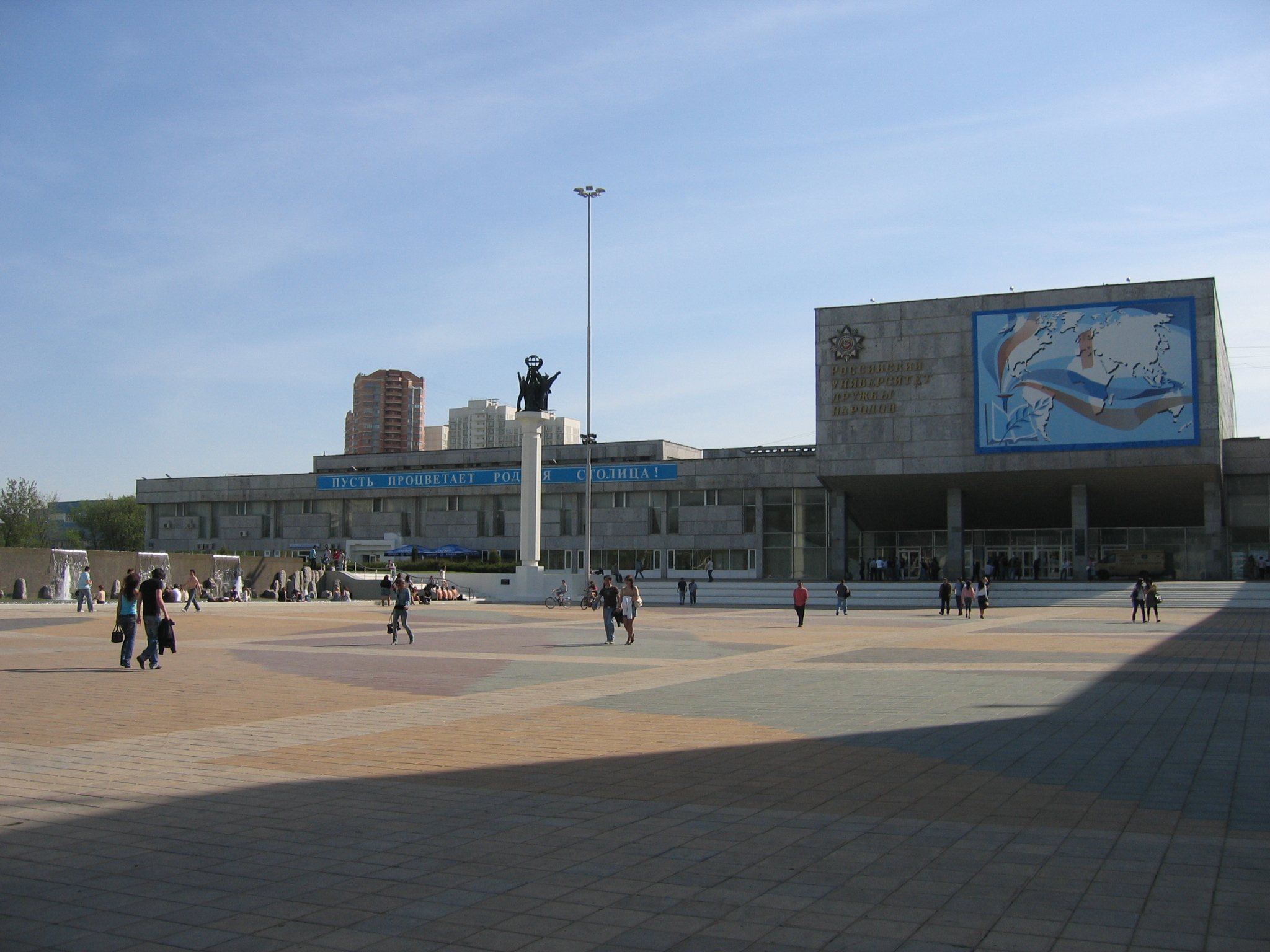
Вход в Российский университет дружбы народов в 2007 году
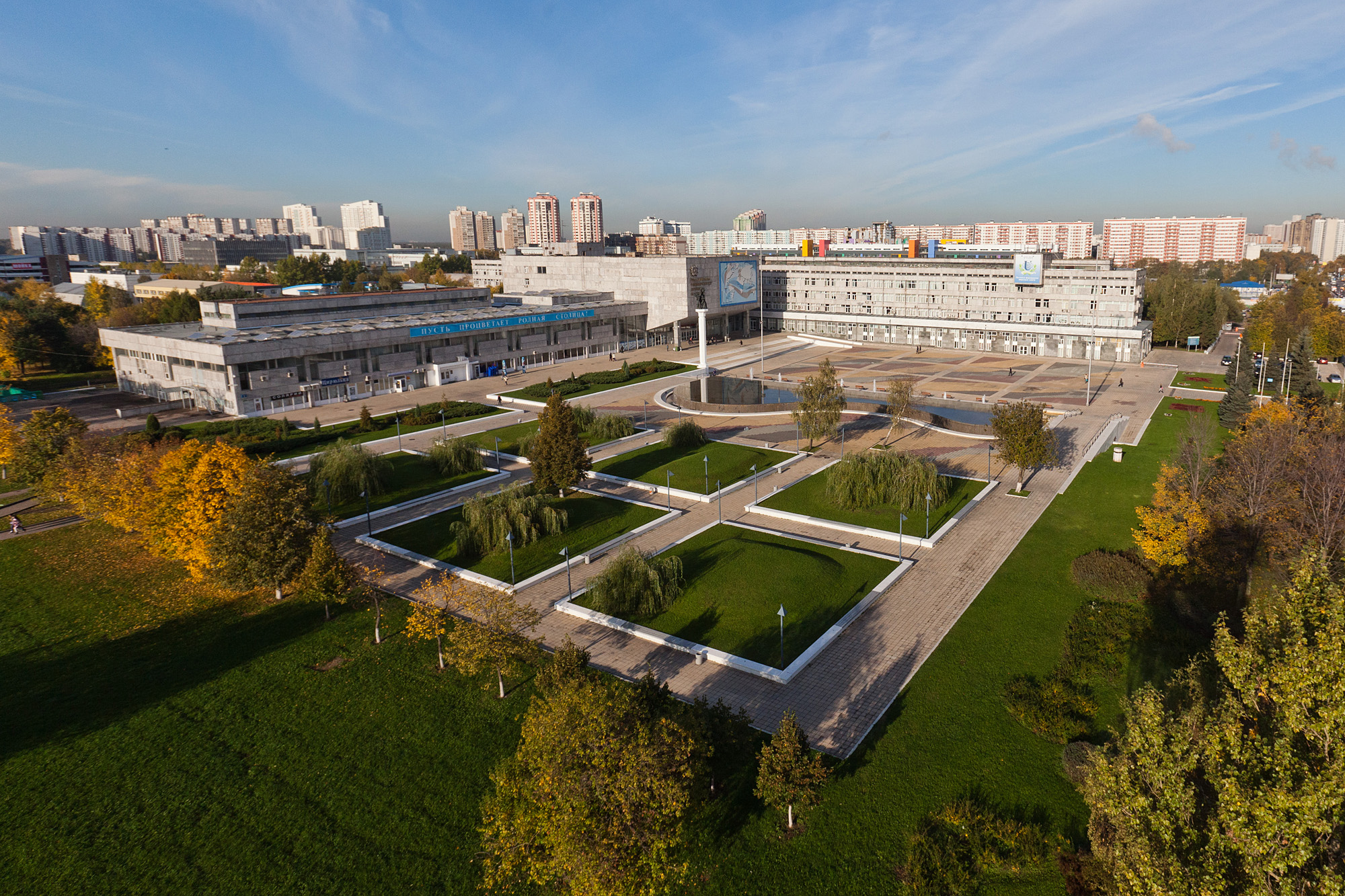
Главное здание РУДН, Москва, улица Миклухо-Маклая, 6 в 2010 году
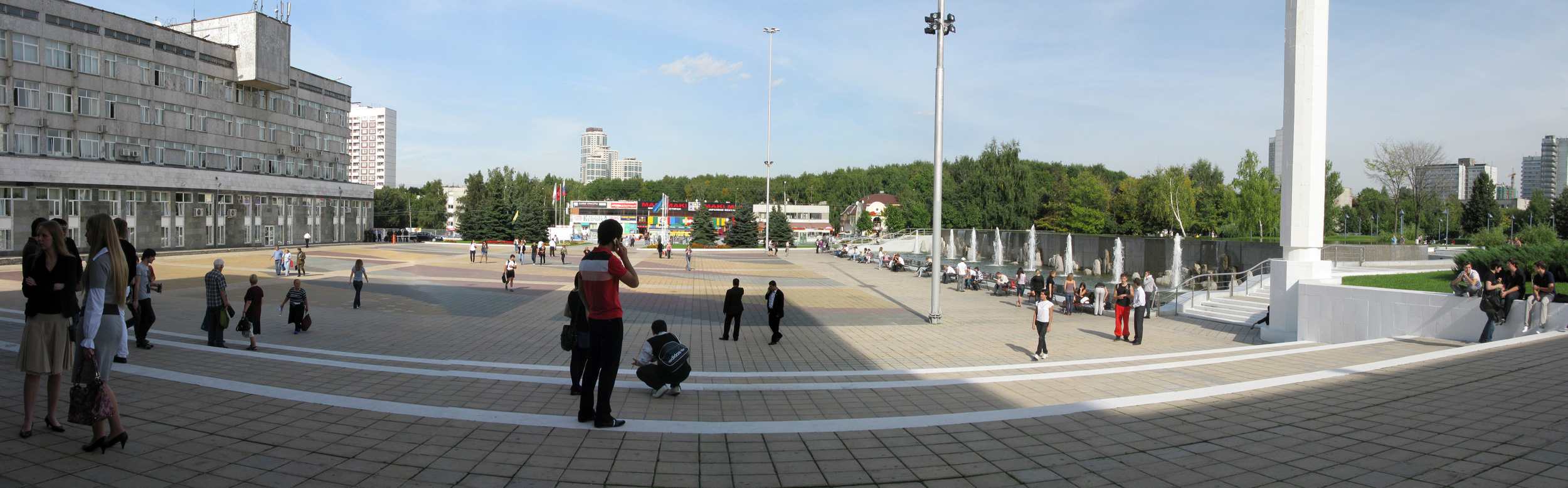
Фотография Университета дружбы народов, 2009 год

РУДН в 2023 году
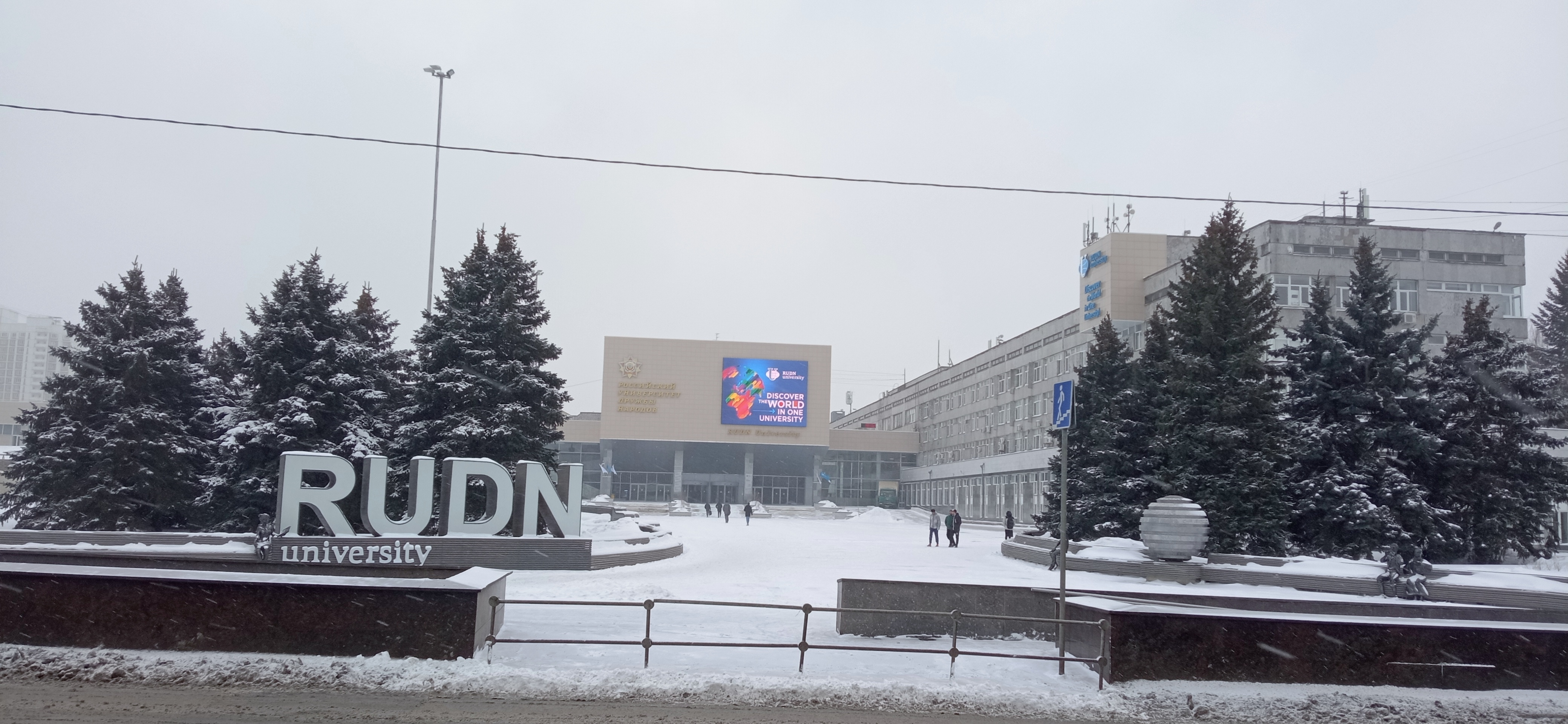
Вид на площадь перед входом в РУДН в феврале 2023 года
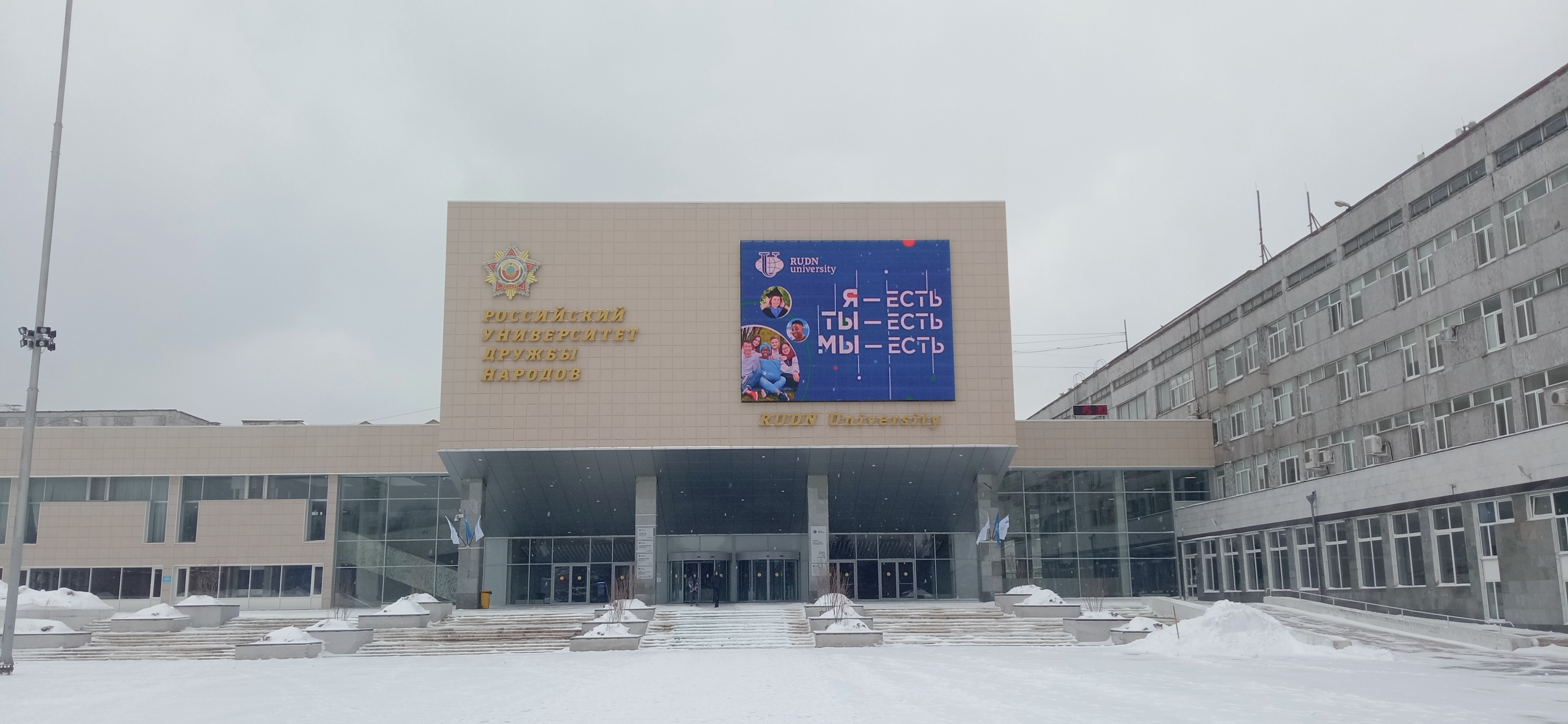
Вид на вход в РУДН
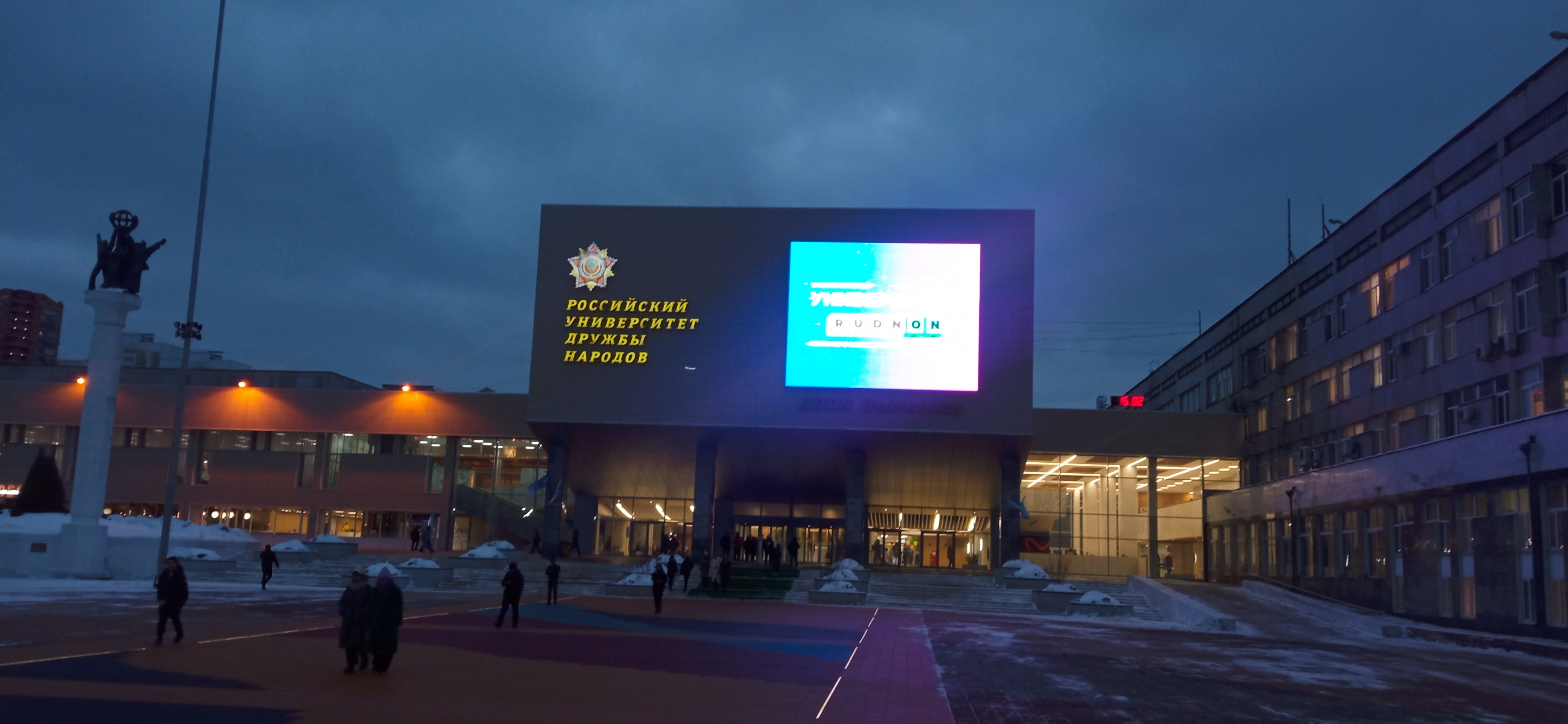
Вид на вход в РУДН вечером. Видна подсветка, встроенная в плитку
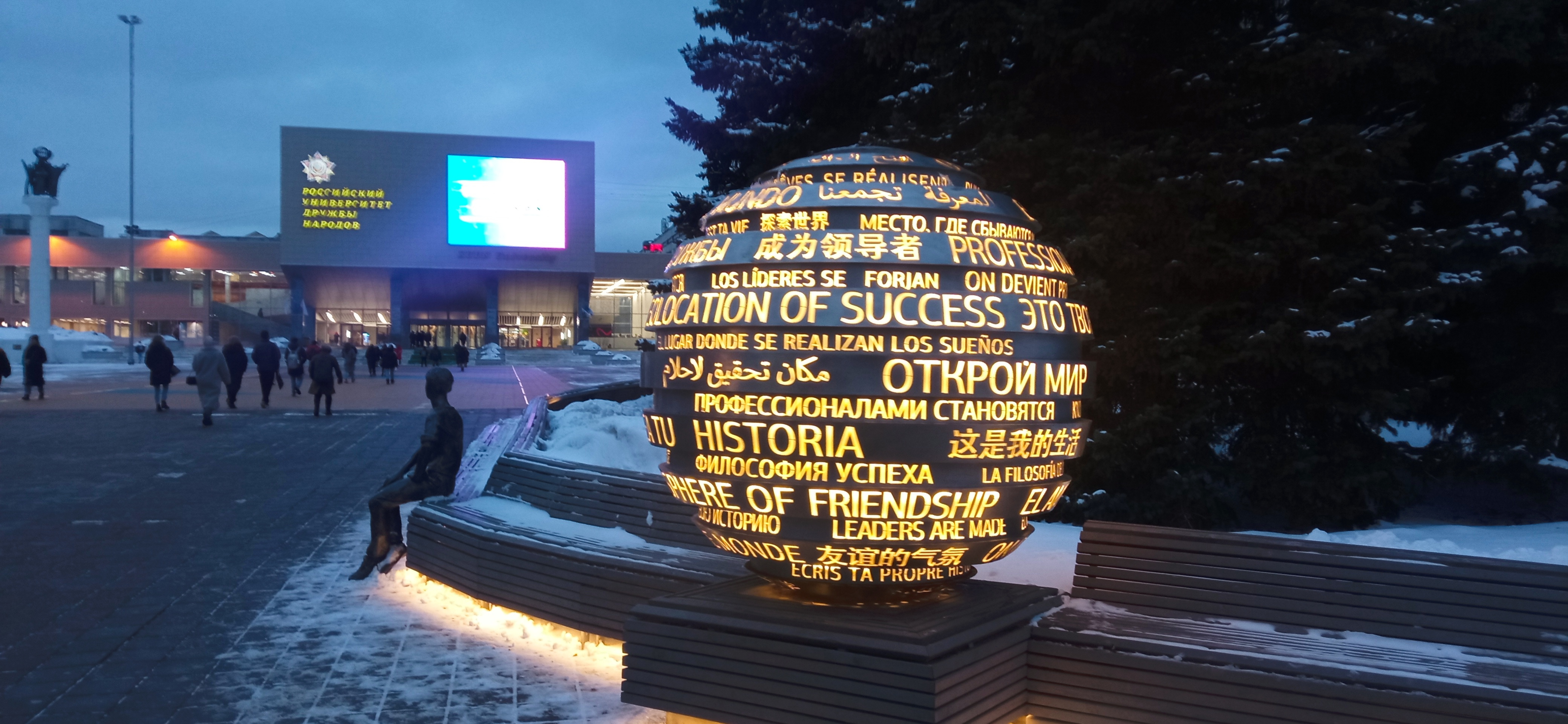
Шар
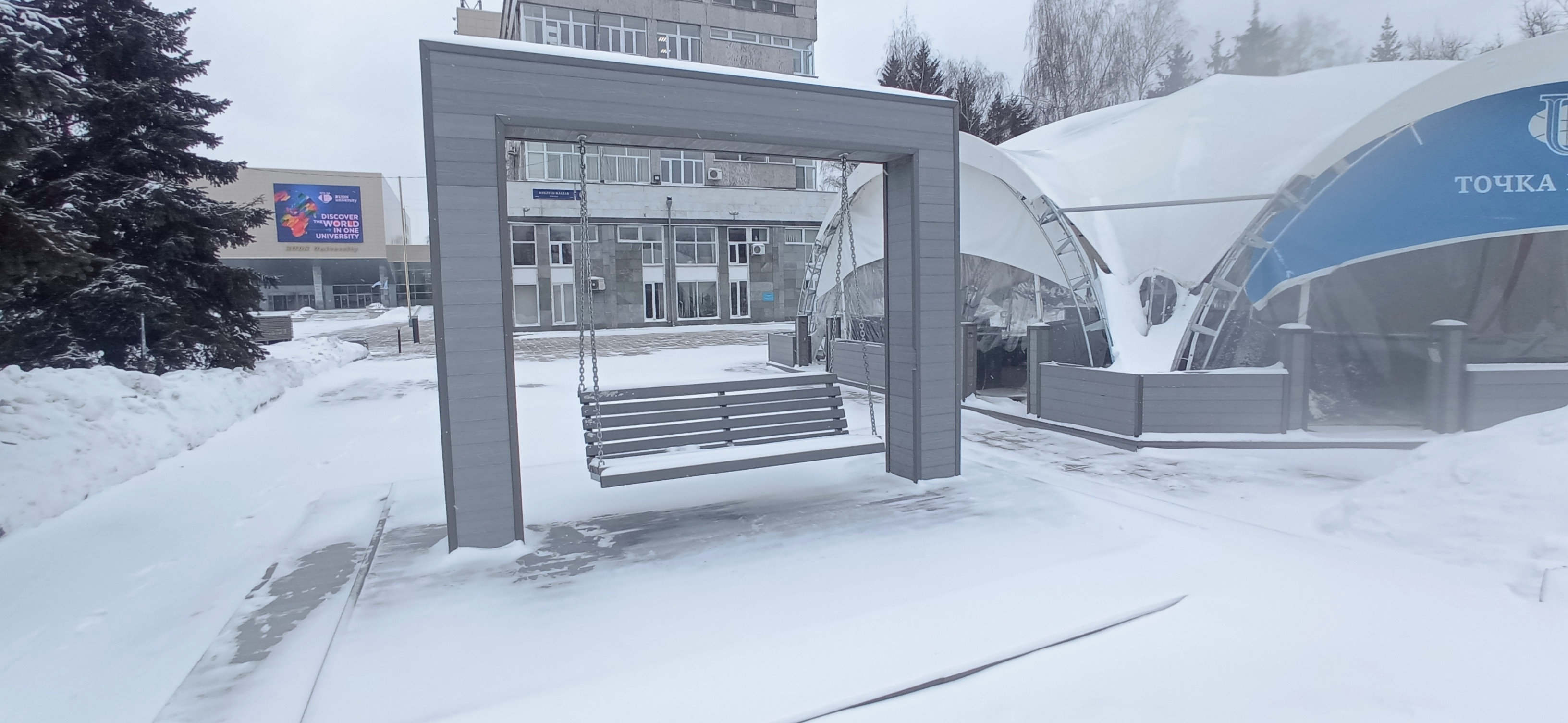
Качели и палатка «Точка поступления»